# Департамент переписи населения и статистики Гонконга
Департамент переписи населения и статистики Гонконга является поставщиком основной социально-экономической официальной статистики в Гонконге. Оно также отвечает за проведение переписи населения в Гонконге с 1971 года.